# كرايغ كلارك (لاعب اتحاد الرغبي)
كرايغ كلارك (بالإنجليزية: Craig Clarke)‏ هو لاعب اتحاد الرغبي نيوزيلندي، ولد في 1 أغسطس 1983 في ماسترتون ‏ في نيوزيلندا.

## وصلات خارجية
- كرايغ كلارك على موقع ItsRugby.co.uk (الإنجليزية)